# Luigi Spazzapan

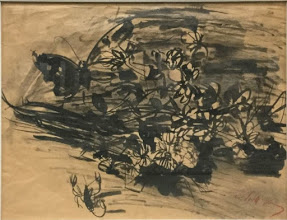
Spazzapan - Farfalle 1939 circa (Dragone 819) Parma, collezione privata

Luigi Spazzapan (Gradisca d'Isonzo, 18 aprile 1889 – Torino, 18 febbraio 1958) è stato un pittore italiano tra i primi rappresentanti dell'astrattismo e dell'informale in Italia.

## Biografia
Terzo di cinque figli, nacque nella cittadina di Gradisca d'Isonzo da Giustino Spazzapan (Gustav in lingua slovena), guardia carceraria, e Josipina Mervič (italianizzato in Giuseppina Mervi).
Terminate le Scuole Reali a Gorizia, tra il 1911 e il 1913 si reca diverse volte a Vienna per tentare, senza successo, di essere ammesso all'Accademia di Belle Arti.
Nel 1920 trova lavoro come insegnante di Matematica alle scuole medie di Idria, incarico che lascia presto per dedicarsi completamente alla sua grande passione, la pittura. Nel 1923 partecipa a Padova ad una mostra sul futurismo movimento artistico che aveva conosciuto di recente attraverso il gruppo futurista giuliano fondato dagli artisti Giorgio Carmelich, Sofronio Pocarini e Mirko Vucetich. Nel 1925 fu premiato con la medaglia d'argento all'Esposizione Internazionale di Arti Decorative e Industriali Moderne di Parigi.
La sua formazione artistica si compì anche attraverso alcuni viaggi che intraprese nella sua giovinezza nei maggiori centri della cultura figurativa del tempo fra cui Vienna e Monaco che gli permisero di accrescere e sviluppare la sua formazione artistica assimilando gli stili delle secessioni, dell'Art Nouveau, del futurismo, dell'espressionismo, fino a intendere precocemente le esperienze dell'astrattismo.
Nel 1928, su invito dell'architetto goriziano Umberto Cuzzi, si recò a Torino per partecipare al concorso per la decorazione murale del Padiglione della Chimina all'Esposizione Internazionale: Il suo progetto non fu accettato e oltretutto gli fu tolto il passaporto per motivi politici. Sostenuto da Cuzzi, Gigi Chessa ed Enrico Paulucci, decide di fermarsi a Torino dove, tramite amici, entra in contatto con Lionello Venturi ed Edoardo Persico.
Tra il 1929 e il 1932 si accosta agli ideali del gruppo dei Sei di Torino che gli permette di creare uno stile personalissimo che tra vari richiami alle correnti moderniste del tempo seppe trovare spunti di sorprendente ricchezza inventiva andando ad incidere una traccia profonda sull'esperienza informale ma senza perdere la poetica che rimane sempre presente nella sua opera. L'estro e l'abilità grafica consentirono a Spazzapan di trovare lavoro come illustratore alla "Gazzetta del Popolo", all'"Illustrazione del Popolo" e a "Il Selvaggio", periodici con i quali collaborò a lungo.
Nel 1931 Persico gli organizzò una mostra di disegni a china acquerellata e dilavata (i lavis) presso la Galleria Il Milione di Milano che fu presentata da Mario Sironi. L'anno successivo Lionello Venturi presentò una sua mostra grafica alla Galleria June Europe di Parigi.
Fu presente con una personale alla II Quadriennale di Roma nel 1935 e fu invitato alla XX Biennale di Venezia nel 1936. Gli anni successivi fu impegnato in una fitta serie di esposizioni in Italia e all'esterno.
Nel 1943 un bombardamento aereo rovinò lo studio dell'artista distruggendo centinaia di opere. A guerra conclusa rientrò a Torino dove organizzò con Umberto Mastroianni e Mattia Moreni una grande mostra nazionale intitolata "Arte italiana d'oggi - Premio Torino", volta a proporre le ultime tendenze dell'arte italiana.
Nell'ambito della Biennale di Venezia del 1954 e della Quadriennale di Roma del 1955 ottenne due personali. Nello stesso anno partecipò alla Biennale di San Paolo in Brasile e ottenne la cattedra di Decorazione all'Istituto d'Arte di Modena. Analogo incarico gli venne conferito nel 1956 al Liceo Artistico di Torino.

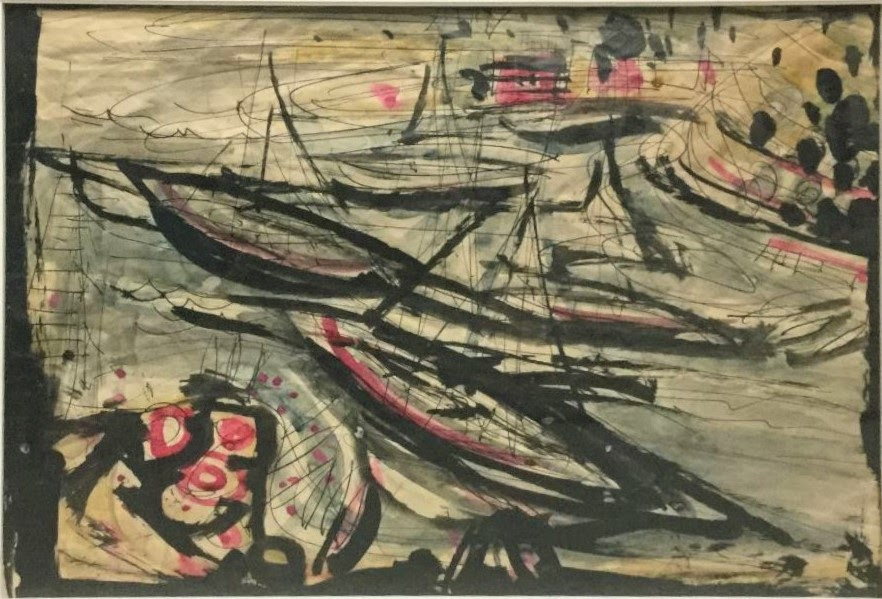
Spazzapan - Porto di Ischia 1955 circa (Dragone 2042) Parma, Collezione privata

Distinguendosi sempre come ottimo disegnatore con mostre di estrema sensibilità pur nel tratto nervoso dell'opera ispirato sia a suggestioni della secessione mitteleuropea che all'espressionismo, Spazzapan si adoperò anche in progetti ad uso industriale per decorazioni murali e disegni astratti per stoffe.
Presso il suo studio a Torino, il giovane pittore Renaldo Nuzzolese residente a Torino e nato a Taranto lavora sotto la direzione di Spazzapan come collaboratore. Come artista Nuzzolese cita il Maestro durante le esposizioni a Taranto e all'Exo-Arte di Bari nelle "mostre d'avanguardia" promosse dall'artista Vittorio Del Piano in Puglia. Viene anche più volte citato dall'architetto e designer Ettore Sottsass nel libro Scritto di notte che ricorda quando da bambino passava lunghe giornate nello studio dell'artista, ammirandone le capacità tecniche e concettuali.
Si spense improvvisamente a Torino il 18 febbraio 1958, a causa di un infarto miocardico acuto.
È sepolto nel Cimitero monumentale di Torino.
Nel 1963-64 una sua opera è esposta alla mostra Peintures italiennes d'aujourd'hui, organizzata in medio oriente e in nordafrica.